# گابن
گابُن با نام رسمی جمهوری گابُن (به فرانسوی: République gabonaise) کشوری است واقع در غرب آفریقای مرکزی، که در کنار خلیج گینه و در سواحل شرقی اقیانوس اطلس قرار گرفته‌است و با کشورهای جمهوری کنگو، کامرون و گینه استوائی همسایه است.
شهر «لیبرویل» (به معنای آزادشهر)، پایتخت گابُن است و از دیگر مراکز پرجمعیت آن می‌توان به «پُرژانتی» و «فرانس‌ویل» اشاره کرد.
زبان رسمی مردم گابُن فرانسوی می‌باشد، زبان‌های بومی و قبیله‌ای نیز در این کشور رایج است.
جمعیت گابُن ۲٬۲۲۶٬۰۰۰ نفر استکه از این لحاظ در رتبهٔ صد و چهل و ششمین کشور جهان جای می‌گیرد.
مساحت این کشور برابر ۲۶۷٬۷۴۵ کیلومتر مربع است که از این بابت هفتاد و ششمین کشور جهان به‌شمار می‌آید. پایتخت این کشور، شهر لیبرویل، با ۴۲۰ هزار نفر جمعیت است. از مهم‌ترین شهرهای گابُن، پُرژانتی ۸۸ هزار نفر، فرانس‌ویل ۳۰ هزار نفر، اویم ۲۳ هزار نفر و موآندا ۲۱ هزار نفر را می‌توان نام برد.
واحد پول گابُن «فرانک سِ‌اِف‌آ»(Franc CFA) نام دارد و واحد جزء آن سانتیم است. از جمله صادرات گابُن می‌توان به نفت، منگنز، الوار و اورانیوم اشاره کرد. گابُن از اعضای اوپک و اتحادیهٔ آفریقاست و از لحاظ درآمد سرانه نخستین کشور آفریقای سیاه و دومین کشور آفریقائی پس از لیبی است. سه چهارم مساحت گابُن با جنگل پوشیده شده‌است.
ذخایر عظیم اورانیوم این کشور سوخت نیروگاه‌های هسته‌ای کشورهای اروپائی و به ویژه فرانسه را تأمین می‌کند و مقدار آن به ۱۷۱۳ تن بالغ می‌شود.
تا سال ۲۰۲۲ دامنه‌های این کشور در اختیار عموم بود ولی از سال ۲۰۲۳ در اختیار دولت گابن قرار گرفته‌است.

## تاریخ
گابن از سال ۱۸۸۶ از مستعمرات استوایی فرانسه در آفریقا بوده‌است و در تاریخ ۱۷ اوت ۱۹۶۰ استقلال خود را از فرانسه به دست آورد.
این کشور در سده پانزدهم از سوی پرتغالی‌ها کشف شد و تا سده نوزدهم تحت سیطره این کشور بود. از سال ۱۸۹۰ به بعد گابن جزئی از کنگوی فرانسه و از سال ۱۹۱۰ به عنوان مستعمره‌ای جداگانه قلمداد شد. گابن در سال ۱۹۶۰ موفق شد از زیر نفوذ فرانسویان خارج شود و به استقلال برسد.

## سیاست

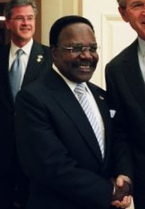
عمر بونگو

نوع حکومت گابن جمهوری چند حزبی با دو مجلس قانون‌گذاری است.
رئیس‌جمهور این کشور از سال ۱۹۶۷ تا ۲۰۰۹ آلبر برنار بُنگو معروف به «حاج عمر بونگو» بود. نخست‌وزیر این کشور هم از سال ۲۰۰۶ ژان ایگه اندونگ است.
حزب دمکراتیک گابن تنها حزب سیاسی گابن طی سال‌های ۱۹۶۹ تا ۱۹۹۰ بوده‌است، ولی از آن پس احزاب سیاسی به رسمیت شناخته شدند. از سال ۲۰۰۶ نیز ژان ایگه اندونگ نخست‌وزیر گابن شد.

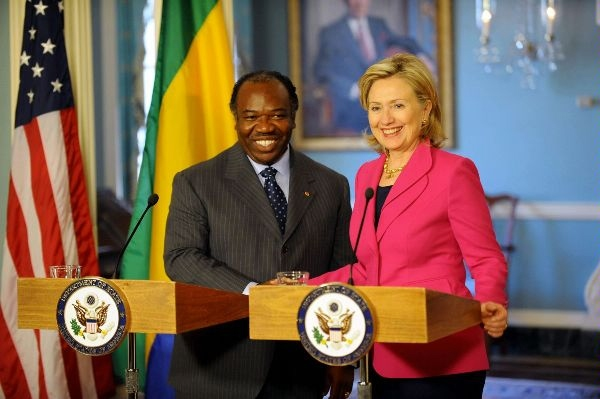
علی بونگو رئیس‌جمهور گابن و هیلاری کلینتون

این کشور از سال ۱۹۶۴ شاهد جنگ خارجی و داخلی یا کودتا نبوده‌است اما عدم گردش قدرت در آن مشاهده می‌شود. «عمر بونگو»، حدود ۴۱ سال یعنی تا زمان مرگش در سال ۲۰۰۹ قدرت را در این کشور در دست داشت و پس از او پسرش علی بُنگو در انتخاباتی بحث‌برانگیز به قدرت رسید.
تحلیل‌گران سیاسی این دورهٔ طولانی حکومت عمَر بونگو را نشانگر حمایت فرانسه از او می‌دانند؛ وی تا زمان مرگش نماد نفوذ فرانسه در آفریقا بود. فرانسه حدود هزار نیروی نظامی خود را در گابن مستقر کرده‌است که اغلب آن‌ها در لیبرویل حضور دارند.
علی بونگو که از سال ۲۰۰۹ در گابن در قدرت بوده، جانشین پدرش عمر بونگو شد که به مدت ۴۲ سال حکومت کرد. شیوه حکومتی خاندان بونگو بر این کشور تولیدکننده نفت، نارضایتی گسترده‌ای را ایجاد کرده و منتقدان می‌گویند که بونگوها برای تقسیم ثروت گابن با ۲.۳ میلیون نفر شهروند این کشور کار چندانی انجام ندادند.

افسران ارتش گابن روز ۸ شهریور ۱۴۰۲ (۳۰ اوت ۲۰۲۳) قدرت را در این کشور در دست گرفته و نتایج انتخابات ریاست جمهوری را که طبق آن علی بونگو، رئیس‌جمهور این کشور پیروز انتخابات بود، دقایقی بعد از اعلام شدن لغو کرده و بی‌اعتبار خواندند.  وزارت امور خارجه آمریکا روز یکم آبان ۱۴۰۲ اعلام کرد که ایالات متحده رسماً به این نتیجه رسیده است آنچه در کشور آفریقایی گابُن روی داده، یک کودتای نظامی است و به این دلیل، آمریکا بیشتر کمک‌های خود به دولت گابن را به حالت تعلیق درمی‌آورد. اتحادیه آفریقا نیز پس از کودتا در گابن عضویت این کشور را در این اتحادیه معلق کرد.

گابن علاوه بر سازمان ملل متحد، در بانک توسعه آفریقا، کمیسیون اقتصادی آفریقا، سازمان خواربار و کشاورزی ملل متحد، گروه ۲۴، گروه ۷۷، آژانس بین‌المللی انرژی اتمی، بانک بین‌المللی ترمیم و توسعه، سازمان بین‌المللی هواپیمایی کشوری، کنفدراسیون بین‌المللی اتحادیه‌های کارگری آزاد، جامعه بین‌المللی توسعه، بانک توسعه اسلامی، صندوق بین‌المللی توسعه کشاورزی، صندوق بین‌المللی پول، سازمان بین‌المللی کار، سازمان بین‌المللی مهاجرت، سازمان بین‌المللی ماهواره دریایی، سازمان بین‌المللی ارتباطات دور ماهواره‌ای، سازمان بین‌المللی پلیس جنایی، اتحادیه ارتباطات دور، جنبش عدم تعهد، سازمان وحدت آفریقا، سازمان کنفرانس اسلامی، سازمان منع سلاح‌های شیمیایی، کمیسیون توسعه و تجارت سازمان ملل متحد، سازمان توسعه فرهنگی، اجتماعی و اقتصادی ملل متحد، سازمان جهانی پست، سازمان جهانی بهداشت، سازمان جهانی مالکیت معنوی، سازمان جهانی هواشناسی، سازمان جهانی گردشگری و سازمان جهانی تجارت عضویت دارد.
گابن به پیمان‌های بین‌المللی تغییرات آب و هوایی، بیابان‌زدایی، قانون دریاها، دفن زباله‌ها، حراست از لایه اوزون، زباله‌های دریایی، آلودگی کشتی‌ها، پروتکل جنگل‌های ۱۹۸۳ و ۱۹۹۴ پیوسته‌است.

## جغرافیا

سرزمین گابن به مساحت ۲۶۷ هزار و ۶۶۷ کیلومتر مربع در بخش غربی قاره آفریقا واقع شده‌است. این کشور در محیط خشک دو هزار و ۵۵۱ کیلومتری خود از سمت شمال به طول ۳۵۰ کیلومتر با گینه و به طول ۲۹۸ کیلومتر با کامرون و از سمت شرق و جنوب به طول ۱۹۰۳ کیلومتر با جمهوری کنگو مرز مشترک دارد. همچنین، طول خطوط ساحلی گابن با اقیانوس اطلس به ۸۸۵ کیلومتر می‌رسد.
گابن سرزمین نسبتاً همواری است به‌طوری‌که پست‌ترین نقطه آن در ساحل اقیانوس اطلس و بلندترین نقطه آن در قله «ایبونجی» حدود ۱۵۷۵ متر ارتفاع دارد.
این سرزمین به دلیل همجواری با خط استوا در تمام طول سال آب و هوایی گرم و مرطوب و در سواحل آب هوایی اقیانوسی دارد. بارش مناسب باران در اغلب نقاط گابن موجب سرسبزی آن شده‌است ولی پربارش‌ترین مناطق گابن در بخش‌های جنوبی و غربی قرار دارند.
گابن یکی از جنگلی‌ترین کشورهای آفریقایی است. بیش از ۷۶ درصد از خاک این کشور با جنگل پوشیده شده و ۱۱ درصد از مساحت کشور در پارک‌های ملی حفاظت‌شده قرار دارد.

## تقسیمات کشوری

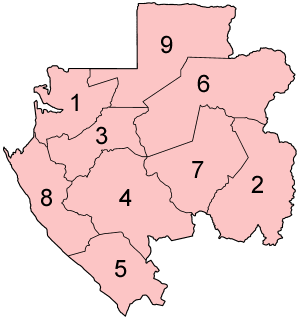

کشور گابن دارای ۹ استان می‌باشد:
1. استوایر (Estuaire)
2. اوگووئهٔ علیا (Haute-Ogooue)
3. موین اوگووئه (Moyen-Ogooue)
4. انگونیه (Ngounie)
5. نیانگا (Nyanga)
6. اوگووئه ایویندو (Ogooue-Ivindo)
7. اوگووئه لولو (Ogooue-Lolo)
8. اوگووئه ماریتیم (Ogooue-Maritime)
9. وولو انتم (Woleu-Ntem)

## مردم
، ۲۸٪ نژاد گابن را قبایل فانگ، ۱۰٪ را پونو، ۹٪ را نزبی، ۶٪ را فرانسوی و بقیه را سایر قبایل بومی تشکیل می‌دهند.
در مناطق مختلف گابن عشایر دوما، کاندا، سک، مبت، بونگوم و پیگماها زندگی می‌کنند. اکثریت مردم گابن که مسیحی و سیاه‌پوست هستند، در گفتار روزمره به زبان‌های بومی خود صحبت می‌کنند ولی زبان رسمی در روابط سیاسی و بازرگانی گابن «فرانسوی» است.
حداقل ۷۸ درصد از مردان و ۶۵ درصد از زنان بالای ۱۵ سال در گابن از نعمت خواندن و نوشتن بهره‌مندند.
همچنین دین ۹۰٪ گابنی‌ها مسیحی و ۳٪ اسلام است.
مذهب پیشین تمام مردم گابن مسیحیت بود ولی از سال ۱۹۶۷ که «آلبرت برنارد بونگو» دومین رئیس‌جمهوری گابن دین خود را از مسیحیت به اسلام تغییر داد و نام «عمر» را برای خود اختیار کرد، پیروان دین اسلام در این جمهوری افزایش یافت.
هرچند در نقاط شهری شاخص امکانات بهداشتی و درمانی تا حدودی رو به توسعه است، ولی نقاط روستایی گابن هنوز از مشکل کمبود امکانات درمانی رنج می‌برند. از این رو، از هر یکصد کودک تازه متولد شده در گابن حدود ۵٫۵ نفر هرگز شانس رسیدن به سن چهار سال را ندارند.

## اقتصاد
در مجموع، مهم‌ترین تولیدات کشاورزی گابن عبارتند از: موز، کاساوا، نارگیل، برنج، شکر، ذرت و گندم. نفت خام، روغن‌های صنعتی و گیاهی، منگنز، طلا، نقره، اورانیوم و پلاتین نیز جزو مهم‌ترین تولیدات صنعتی این کشور هستند.
فرانسه، آلمان، آمریکا، انگلیس، هلند، بلژیک و لوکزامبورگ جزو مهم‌ترین شرکای تجاری گابن بوده‌اند. در عین حال، جمهوری خلق چین تصمیم دارد به یکی از بزرگ‌ترین سرمایه‌گذاران نفتی در گابن تبدیل شود.
گابن از لحاظ درآمد سرانه نخستین کشور آفریقایی سیاه و دومین کشور آفریقایی پس از لیبی است.
گابن حدود ۶۰۰ هزار نفر نیروی کار دارد که عمدتاً در بخش کشاورزی شاغلند. از سوی دیگر، سالانه ۴۵ میلیون متر مکعب گاز در این کشور استخراج و صادر می‌شود.
این کشور بزرگ‌ترین تولیدکننده منگنز در جهان است و از لحاظ ذخایر معدنی این فلز در جایگاه بالایی قرار دارد.
ذخایر عظیم اورانیوم این کشور سوخت نیروگاه‌های اتمی کشورهای اروپایی و به ویژه فرانسه را تأمین می‌کند. معادن اورانیوم گابن در سطح باز و در ناحیه «موآندا» واقع است.
گابن همچنین، ذخایر غنی از طلا، نقره و سنگ آهن در اختیار دارد که این کشور را در رده یکی از معدن‌داران مهم جهان قرار می‌دهد.
نرخ تولید ناخالص داخلی گابن در سال ۲۰۰۳ حدود هفت میلیارد و ۵۱۸ میلیون دلار بود. میانگین نرخ رشد تولید ناخالص داخلی این کشور در فاصله سال‌های ۱۹۹۰ تا ۱۹۹۸ حدود ۹۴/۰ درصد کاهش یافته‌است. گابن حدود چهار میلیارد دلار بدهی خارجی دارد. از سوی دیگر، بالغ بر ۵۰ درصد از تولید ناخالص داخلی و ۷۵ درصد از صادرات این کشور را نفت خام شامل می‌شود. گابن از لحاظ فراورده‌های نفتی در قاره آفریقا مقام پنجم را داراست.
تولید روزانه نفت خام گابن در تیرماه ۱۳۹۰ برابر با ۲۲۰ هزار تا ۲۴۰ هزار بشکه بود که نسبت به دوران اوج آن در سال ۱۹۹۷ میلادی با تولید روزانه ۳۷۰ هزار بشکه، کاهشی شدید دارد.
کشت نخل برای برداشت روغن نخل در گابن رو به افزایش است و تهدیدی برای جنگل‌های این کشور به‌شمار می‌آید. گابن بیشتر مواد غذایی خود را وارد می‌کند: گندم و شیر مصرفی این کشور از فرانسه می‌آید؛ گوشت گاو از هند و برزیل حمل می‌شود.